# Rosa chinensis
Rosa chinensis, wie manche andere Arten und Hybriden auch China-Rose genannt, ist eine Pflanzenart aus der Gattung Rosen (Rosa) innerhalb der Familie der Rosengewächse (Rosaceae). Sie stammt aus den zentralen chinesischen Provinzen Guizhou, Hubei und Sichuan.

## Beschreibung

### Erscheinungsbild und Blatt
Rosa chinensis wächst als selbständig aufrechter Strauch und erreicht Wuchshöhen von 1 bis 2 Metern. Die kräftigen, stielrunden Zweige besitzen eine fast kahle, purpur-braune Rinde und es können viele bis keine gekrümmte, gedrungene, flache Stacheln vorhanden sein.
Die wechselständig angeordneten Laubblätter sind in Blattstiel und Blattspreite gegliedert und insgesamt 5 bis 11 Zentimeter lang. Der Blattstiel und die Blattrhachis sind spärlich bestachelt sowie drüsig-flaumig behaart. Die unpaarig gefiedert Blattspreiten besitzen meist drei oder fünf, selten sieben Fiederblättchen. Die Fiederblättchen sind bei einer Länge von 2,5 bis 6 Zentimetern sowie einer Breite von 1 bis 3 Zentimetern breit-eiförmig oder eiförmig-länglich mit schwach-gerundeter oder breit-keilförmiger Basis, mehr oder weniger lang zugespitztem oberen Ende sowie spitz gesägten Rand. Die Blattoberseite ist glänzend dunkelgrün und bei Blattseiten sind fast kahl. Die Nebenblätter sind auf dem größten Teil ihrer Länge mit dem Blattstiel verwachsen. Der freie Bereich der Nebenblätter ist geöhrt, ganzrandig mit zugespitztem oberen Ende und oft drüsig-flaumig behaart.

### Blüte und Frucht
Die Blütezeit reicht in China von April bis September. Selten stehen die Blüten einzeln, meist zu viert oder fünft bündelig zusammen. Der 2,5 bis 6 Zentimeter lange Blütenstiel ist fast kahl oder drüsig-flaumig behaart. Die ein bis drei kahlen Tragblätter sind linealisch mit spitzem oberen Ende sowie glatten oder drüsigen Rand.
Die Blüten können leicht duften. Die zwittrigen Blüten sind bei einem Durchmesser von 4 bis 5 Zentimetern radiärsymmetrisch und fünfzählig mit doppelter Blütenhülle. Es gibt Kulturformen mit einfachen bis mehr oder weniger stark gefüllten Blüten, die auch in China und anderen Gebieten der gemäßigten Breiten verwildert sind. Der kahle Blütenbecher (Hypanthium) ist eiförmig-kugelförmig oder birnenförmig. Die früh abfallen Kelchblätter sind eiförmig oder manchmal laubblattähnlich, einfach oder fiederlappig mit geschwänztem oberen Ende und auf der Unterseite kahl sowie auf der Oberseite zottig behaart. Die je nach Form fünf bis mehreren oder vielen Kronblätter sind weiß über rosafarben bis rot oder purpurrot, verkehrt-eiförmig mit keilförmiger Basis und ausgerandetem oberen Ende. Es sind viele Staubblätter vorhanden. Die freien, behaarten Griffel überragen die Kronblätter und sind fast so lang wie die Staubblätter.
In China reifen die Hagebutten von Juni bis November und färben sich rot. Die kahle Hagebutte ist mit einem Durchmesser von 1 bis 2 Zentimetern eiförmig oder birnenförmig.

### Chromosomensatz
Die Chromosomengrundzahl beträgt x = 7. Es wurden Ploidiegrade, bei Rosa chinensis var. chinensis mit 2n = 21 sowie 28 und bei Rosa chinensis var. semperflorens mit 2n = 14 gefunden.

## Systematik und Verbreitung
Die Erstveröffentlichung von Rosa chinensis erfolgte 1768 durch Nikolaus Joseph von Jacquin in Observationum Botanicarum, 3, S. 7, Tafel 55. Synonyme für Rosa chinensis Jacq. sind: Rosa indica L., Rosa montezumae Bertol.
Rosa chinensis stammt aus den zentralen chinesischen Provinzen Guizhou, Hubei und Sichuan. Kulturformen sind in weiten Teilen Chinas verbreitet.
Es sind drei akzeptierte Varietäten bekannt:
- Rosa chinensis Jacq. var. chinensis (Syn.: Rosa nankinensis Lour., Rosa sinica L.): Sie ist nur aus Kultur bekannt und weist rote, rosafarbene bis weiße, halb gefüllte bis gefüllte Blüten auf. Es gibt viele Sorten.[2]
- Rosa chinensis var. semperflorens (Curtis) Koehne (Syn.: Rosa semperflorens Curtis): Sie ist nur aus Kultur bekannt und weist rote bis tief-purpurrote, mehr oder weniger stark gefüllte Blüten auf.[2]
- Rosa chinensis var. spontanea (Rehder & E.H.Wilson) T.T.Yu & T.C.Ku (Syn.: Rosa chinensis f. spontanea Rehder & E.H.Wilson): Sie kommt im gesamten natürlichen Verbreitungsgebiet vor und weist rote, einfache Blüten auf.[2]

## Nutzung

### Zuchtformen als Zierpflanzen
Verschiedene Formen von Rosa chinensis werden in China schon seit langer Zeit in den Gärten kultiviert; daher ist es nicht einfach, zwischen Wildformen und Kulturformen zu trennen. Viele Rosensorten sind aus Rosa chinensis hervorgegangen. Rosa chinensis ist die Wildform der Garten-Rosen Hybriden China-Rose.

### Nutzung als Heil- und Nahrungsmittel
Neben der Verwendung als Zierpflanze werden die vielen Formen Rosa chinensis auch anders vielseitig genutzt. Die jungen vegetativen Pflanzenteile, Blütenknospen und Blüten werden überbrüht und als Küchenkraut beispielsweise als Suppeneinlage gegessen. Von den Hagebutten wird eine dünne fleischige Schicht, die die Samen umgibt, roh oder gegart gegessen. Die Samenhaare müssen entfernt; es muss dabei sehr vorsichtig umgegangen werden. Die Samenhaare dürfen nicht in den Mund- und Rachenraum gelangen. Die Samen sind eine gute Quelle für Vitamin E. Die Samen können gemahlen und mit Mehl vermischt werden oder zu anderen Lebensmittel zugesetzt werden. Es wird dabei nochmals vor den Samenhaaren gewarnt, die sorgfältig entfernt werden müssen. Die medizinischen Wirkungen wurden untersucht.